# Юферов Андрій Петрович
Юфєров Андрій Петрович (1907 — 29 червня 1938) — радянський вчитель, викладач, в 1930-ті роки брав участь у створенні системи середньої і вищої освіти на Алтаї.
Працював директором Барнаульського педінституту, був завідувачем кафедри марксизму-ленінізму. Арештований 4 листопада 1937 року, помер (розстріляний) у тюрмі, його ім'я, так само як і імена багатьох інших репрессованих в 1930-ті роки викладачів і працівників вищої школи на Алтаї було незаслужено забуто.

## Життєпис
Із Книги Пам'яті Алтайського краю: 
| Юферов Андрій Петрович. Народився в 1907 р., Уфимська губернія; Росіянин; Директор учительського інституту. Проживав: м. Барнаул. Заарештовано 4 листопада 1937 Засуджений: Військова Колегія Верховного Суду СРСР 29 червня 1938, ОБВ.: За ст. 58-2, 8, 11. Вирок: ВМН. Розстріляний 29 червня 1938. Місце поховання — м. Барнаул. Реабілітований 6 жовтня 1956 Верховним судом СРСР, справу припинено за відсутністю складу злочину |
Попередній директор Барнаульського учительського інституту — Щекотинський Олексій Павлович:
|  | Великою втратою для інституту був арешт його директора — Андрія Петровича Юферова. Людина, приємної зовнішності, він користувався серед студентів великою популярністю. Свій курс філософії читав захоплено, вільно. На одній з лекцій він процитував на пам'ять уривок з «Фауста» німецькою мовою, і тут же переказав його російською. Його арешт справив гнітюче враження на студентів. |